# Break Blade
Break Blade (яп. ブレイク ブレイド Бурэйку Бурэйдо, тж. англ. Broken Blade), неофиц. русск. «Сломанный меч» — сёнэн-манга, придуманная и иллюстрированная мангакой Юносукэ Ёсинагой. Публикуется с 2007 года, в настоящее время — журналом FlexComix Blood, первый танкобон манги поступил в продажу 10 апреля 2007 года. В настоящее время манга лицензирована в США и Тайване.
Премьера аниме-адаптации манги в формате короткометражного фильма в кинотеатрах Японии состоялась 29 апреля 2010 года. Всего объявлено о выходе шести фильмов продолжительностью примерно 50 минут, основанных на сюжете первых шести танкобонов манги.

## Сюжет
Действие манги разворачивается в альтернативном мире, в котором основным источником энергии является так называемая «магия», являющаяся в данном случае какой-то формой психокинеза — способностью человека усилием воли воздействовать на минерал кварц, в том числе перемещать его с большой степенью свободы. Используя кварц как движитель, изготавливая на его основе гибкие связки, изгибающиеся и сокращающиеся подобно мышцам, люди создали весьма изощренные механизмы аналогичные автомобилям, мотоциклам и другой технике в нашем мире. Поскольку им неизвестен порох и его заменители, всё их оружие метательного действия является пневматическим, приводимым в действие воздушным поршнем при помощи силы кварца, а основная наступательная сила — Големы, гигантские шагающие роботы, управляемые сильнейшими магами и вооруженные как холодным оружием (мечами, копьями) так и пневматическими пистолетами огромного калибра.
Главный герой «Break Blade», юноша по имени Райгарт Эрроу является «неспособным» или «не-магом» — он один из немногих в этом мире, кто родился без способности воздействовать на кварц и потому не может использовать даже простейшие механизмы. Несмотря на это он смог проучиться несколько лет в военной академии, где познакомился с теми, кто позднее стали его лучшими друзьями — Хозулом и Сигюн, будущими королём и королевой государства Крисна и Зессом, младшим братом военного министра Республики Атенс.
Годы спустя Райгарт, живущий и работающий на семейной ферме, неожиданно получает письмо от Хозула, который просит его как можно быстрее прибыть в столицу Крисны, Бинонтен. Там он узнаёт, что Республика Атенс только что объявила им войну. Хозул пригласил Райгарта в надежде, что тот, как «неспособный» сумеет разобраться в устройстве древнего боевого Голема, обнаруженного погребенным в одной из кварцевых шахт Крисны. Сигюн, талантливый маг и инженер, подозревает, что этот Голем был создан в древности без применения «магических» кварцевых технологий.
Во время осмотра Голема на охраняемую шахту происходит нападение отряда боевых роботов Республики Атенс. Райгарту, оказавшемуся в кокпите древнего Голема, каким-то образом удаётся его активировать. Используя почти неуправляемую машину (Райгарту пришлось постигать азы пилотирования практически на ходу), ему удаётся выиграть драгоценное время до прихода помощи из столицы и спасти Хозула от пленения. В то же время Райгарт и Хозул узнают, что командиром вражеского отряда является их общий друг — Зесс. Чуть позднее во время нападения Големов на столицу, Райгарту пришлось сделать выбор между дружбой с Хозулом и Сигюн и дружбой с Зессом.

## Персонажи

### Королевство Крисна
- Райгарт Арроу (яп. ライガット・アロー Райгатто Ар:о)

Сэйю: Соитиро Хоси
Главное действующее лицо манги. Возраст — примерно 25 лет. Райгарт родился «неспособным» или «не-магом», из-за чего, в отличие от большинства людей не может использовать «магические» кварцевые машины. Перед тем как отправиться в столицу по приглашению Хозула, он работал на ферме вместе со своим младшим братом, таким же «неспособным» как и Райгарт. Их отец распродал все кварцевые сельскохозяйственные машины и инструменты, и вместе с сыновьями обрабатывал землю вручную, для того чтобы они стали сильнее и не чувствовали себя неполноценными. В попытке пробудить в старшем сыне способности к магии, отец влез в долги, для того чтобы отправить сына учиться в военную академию нейтрального государства Ассам. Там Райгарт познакомился с Зессом, Сигюн и Хозулом, которые стали его лучшими друзьями. Вместе эта четверка стала известна как «четыре проблемных подростка военной академии Ассам» а сам Райгарт как «Король выдумки». Райгарт ненавидит насилие и верит, что любой конфликт можно решить путём переговоров (в академии он был известен также тем, что мог примирить даже самых заклятых врагов).
После того, как выяснилось, что древний Голем подчиняется только «не-магам», Райгарт становится его пилотом в составе армии Крисны. Первоначально он присоединяется к войне для того, чтобы защитить брата и друзей, затем признаётся себе, что сражается также и ради Сигюн, которую любит ещё со времен академии.
Сигюн Эрстер (яп. シギュン・エルステル Сигюн Эрусутэру)
Сэйю: Тива Сайто
Сигюн — супруга короля Крисны, Хозула и давняя подруга Райгарта. Вместе с ним училась в военной академии Ассам, где была известна как «Безумный учёный», закрывающаяся в школьной лаборатории и работавшая там по трое суток без еды и питья. Став женой короля, она продолжает заниматься наукой, исследуя и развивая магические машины, в том числе и боевых Големов. Заботится о своих друзьях, хотя и достаточно своеобразно — встретив Райгарта после долгой разлуки, она первым делом наставляет на него пистолет и требует объяснить, почему тот не явился на её свадьбу с Хозулом, хотя и был приглашён и подтвердить, что он не возненавидел старых друзей, после того как покинул академию. Хотя Сигюн является королевой Крисны, большую часть своего времени она проводит в мастерских, где вместе с королевскими инженерами работает над «магическими» механизмами. Её брак с Хозулом на поверку является фиктивным — они ночуют разных комнатах, предполагая, что их союз был заключен по договорённости. В ходе развития сюжета выясняется, что ещё в военной академии Сигюн влюбилась в Райгарта, но тот сделал вид, что не понял её признания, справедливо полагая, что Сигюн заслуживает большего, чем жизнь жены фермера, к тому же — «неспособного». Даже выйдя замуж за Хозула, продолжает сохранять чувство к Райгарту.
Хозул (Крисна IX) (яп. ホズル　（クリシュナ９世） Хозуру) — Хозул — девятый король Крисны и муж Сигюн Эрстер. Он подружился с Райгартом в военной Академии Ассам, после того как они оба сбежали из класса, чтобы спасти птенца пятнистой совы. В академии был известен как «Коронованный принц», студент, считающий ворон на уроках и провалившийся по всем предметам. Хозул никогда не хотел становиться королём, но старается быть хорошим руководителем и заботится о нуждах своего народа.
Сэйю: Юити Накамура
Нарви Страйз (яп. ナルヴィ・ストライズ Наруви Сутораизу) — 24-летняя женщина, пилот первого класса тяжелых Големов. Раньше служила под началом генерала Тула, пока не получила свой собственный отряд.
Сэйю: Марина Иноуэ
Найр Страйз (яп. ナイル・ストライズ Наиру Сутораизу) — Пилот первого класса тяжелых Големов, старший брат Нарви Страйз.
Сэйю: Минори Сираиси
Генерал Бард (яп. バルド Баруду) — Невозмутимый военный и блестящий стратег. Является одним из самых ценных командиров армии Крисны, наставником Райгарта и его непосредственным руководителем. Имеет сына по имени Дзирг, но отрёкся от него, после того как тот во время учений убил своего товарища и ранил ещё восьмерых курсантов без видимых причин. Генерал Бард во время этого инцидента был далеко в пограничных территориях и так и не смог добиться правды о причинах и обстоятельствах произошедшего. Постоянно носит маленькие солнцезащитные очки.
Сэйю: Масаси Сугавара
Генерал Тул (яп. トゥル Туру) — Невысокий и толстый мужчина, из тех людей, которые имеют преувеличенное мнение о своих способностях. Сразу бросается в бой, не заботясь о стратегии и людях, которые идут за ним. Несмотря на эти недостатки, популярен среди народа Крисны, так как жертвует много денег на детские приюты и сам заботится о сиротах (одними из этих детей были Найр и Нарви Страйз). Погибнет в конце четвертого тома манги, из-за своей горячности заведя своих людей в ловушку армии Республики Атенс.
Сэйю: Кэнъити Огата
Сакура (яп. サクラ Сакура) — Женщина-военный инструктор армии Крисны в звании капитана гвардии (как и генералы Бард и Тул подчиняется непосредственно королю). Является специалистом по ближнему бою Големов.
Сэйю: Нанахо Кацураги
Дзирг (яп. ジルグ Дзиругу) — Сын генерала Барда, весьма одарённый маг и пилот Голема. Долгое время находился в тюрьме за убийство своего товарища во время учений, но с началом войны, когда Крисне понадобились опытные пилоты был освобождён и назначен в отряд Нарви Страйз. Является специалистом по бою Големов на мечах. Явно психически нестабилен, чему послужило причиной неосознанное давление со стороны знаменитого отца и завышенные требования к себе. Кроме того, на его психику повлиял инцидент из прошлого — во время побега из тюрьмы, отец прострелил ему ногу, когда один из заключенных взял Дзирга в заложники. Нарви Страйз получила недвусмысленный приказ — если Дзирг попытается напасть на своих, уничтожить его на месте.
Сэйю: Кёсукэ Ториуми

### Республика Атенс
Зесс (яп. ゼス Зэсу) — Офицер армии республики Атенс, близкий друг Райгарта, Хозула и Сигюн по военной академии Ассам, где его называли «Несгибаемый Зесс». Лучший пилот-кадет в истории Академии. Когда Зесс узнает о начале войны с Крисной, он, зная, что Крисне не устоять перед армией Республики Атенс, с небольшим отрядом Големов, пилотируемых лучшими магами нападает на столицу Крисны, чтобы принудить Хозула к быстрой капитуляции и тем самым спасти жизни своих друзей. Он не знал, что одним из условий капитуляции, которые поставили перед Крисной лидеры Республики Атенс, является казнь всех представителей правящей династии (включая, разумеется, короля Хозула и королеву Сигюн). Он сожалеет о провале своей миссии, которая стоила жизни двум его подчинённым и пленения Клео, а также о том, что ждёт Крисну после вторжения основных сил Республики Атенс.
Сэйю: Хироси Камия
Клео Сабраф (яп. クレオ・サーブラフ Курэо Сабурафу) — Одна из подчиненных Зесса, двенадцатилетняя девушка, пилот Голема. Происходит из семьи потомственных военных. Обладает огромными способностями к магии, которые пока ещё только развиваются. Закончила военную академию за два года (хотя обычно это занимает 6 лет). Думая, что Райгарт убил её лучшую подругу, Ли, вступила с ним в бой и едва не победила, но была взята в плен, где с ней, как с ребенком, обходились очень снисходительно. Находясь в Крисне, подружилась с Сигюн и даже жила с ней в одной комнате.
Сэйю: Кана Ханадзава
Ли (яп. リィ Рии) — Подчиненная Зесса, пилот Голема. Лучшая подруга Клео, с которой они вместе учились в военной академии. Считает Крисну «тиранией», ненавидит всех её жителей безжалостно добивает своих противников, даже когда в этом нет необходимости. Будучи побежденной Райгартом, предпочла покончить с собой перспективе попасть в плен к «криснианским варварам».
Сэйю: Юко Каида
Локвис (яп. ロキス Рокису) — Старший брат Зесса, военный министр Республики Атенс и основной вдохновитель войны с Крисной. Официально он утверждает, что причиной войны стали действия Крисны, которая вступила в сговор с Империей Орландо, давним врагом Атенс. На самом деле это повод завладеть криснинанскими месторождениями кварца, запасы которого в Атенс истощаются.
Сэйю: Такая Хаси

### Империя Орландо
Императрица — Молодая девушка, 162-я императрица Орландо. Очень любима своим народом. Умна, расчётлива.
Генерал Кейн — Генерал армии Орландо. Должен был возглавить военную экспедицию в Крисну против сил Республики Атенс однако в последний момент был заменен из-за своего родства с Хозулом. По плану Императрицы, армия Орландо должна вмешаться в конфликт, только после того, как силы Крисны и Атенс будут значительно ослаблены противостоянием — после этого Империя Орландо сможет легко устранить обе стороны конфликта, а Крисна уже не сможет воспротивиться присоединению к Орландо.
Линди — Жена Кейна и младшая сестра Хозула. Очень дружна с императрицей.

## Аниме-фильмы
| №  | Заглавие | Показ             | Релиз DVD/Blu-ray |
| -- | --- | ----------------- | ----------------- |
| 01 | Broken Blade: First Chapter - Hour of Awakening (Сломанный Клинок: Глава первая — Час Пробуждения) «Gekijouban Break Blade: Dai Ichi Shou - Kakusei no Koku» (劇場版 ブレイク ブレイド 第一章／覚醒ノ刻)                            | 29 мая, 2010      | 23 июля, 2010     |
| 02 | Broken Blade: Second Chapter - The Split Path (Сломанный Клинок: Глава вторая — Распутье) «Gekijouban Break Blade: Dai Ni Shou - Ketsubetsu no Michi» (劇場版 ブレイク ブレイド 第二章／訣別ノ路)                                   | 26 июля, 2010     | 27 августа, 2010  |
| 03 | Broken Blade: Third Chapter - Scars from an Assassin's Blade (Сломанный Клинок: Глава третья — Шрамы от ножа убийцы) «Gekijouban Break Blade: Dai San Shou - Kyoujin no Ato» (劇場版 ブレイク ブレイド 第三章／凶刃ノ痕)            | 25 сентября, 2010 | 28 января, 2011   |
| 04 | Broken Blade: Fourth Chapter - Ground of Calamity (Сломанный Клинок: Глава четвёртая — Земля бедствия) «Gekijouban Break Blade: Dai Yon Shou - Sanka no Chi» (劇場版 ブレイク ブレイド 第四章／惨禍ノ地)                            | 30 октября, 2010  | 25 февраля, 2011  |
| 05 | Broken Blade: Fifth Chapter - Horizon Between Life and Death (Сломанный Клинок: Глава пятая — Горизонт между жизнью и смертью) «Gekijouban Break Blade: Dai Go Shou - Shisen no Gai» (劇場版 ブレイク ブレイド 第五章／死線ノ涯)    | 22 января, 2011   | 27 мая, 2011      |
| 06 | Broken Blade: Sixth Chapter - Enclave of Lamentations (Сломанный Клинок: Шестая глава - Цитадель плача) «Gekijouban Break Blade: Dai Roku Shou - Doukoku no Toride» (劇場版 ブレイク ブレイド 第六章／慟哭ノ砦（どうこくのとりで）) | 26 марта, 2011    | 22 июля, 2011     |

## Музыкальное сопровождение
Открывающая тема
- «Fate» (Судьба)
- Исполняет Kokia

Закрывающая тема 
- «Serious-Age» (Тяжёлый век)
- Исполняет Faylan